# العلاقات البولندية الكورية الجنوبية
العلاقات البولندية الكورية الجنوبية هي العلاقات الثنائية التي تجمع بين بولندا وكوريا الجنوبية.

## مقارنة بين البلدين
هذه مقارنة عامة ومرجعية للدولتين:
| وجه المقارنة                                              | بولندا                                                                             | كوريا الجنوبية                                                          |
| --------------------------------------------------------- | ---------------------------------------------------------------------------------- | ----------------------------------------------------------------------- |
| المساحة (كم2)                                             | 312.68 ألف                                                                         | 100.30 ألف                                                              |
| عدد السكان (نسمة)                                         | 38.43 مليون                                                                        | 51.47 مليون                                                             |
| الكثافة السكانية (ن./كم²)                                 | 122.91                                                                             | 513.16                                                                  |
| العاصمة                                                   | وارسو                                                                              | سول                                                                     |
| اللغة الرسمية                                             | اللغة البولندية                                                                    | اللغة الكورية                                                           |
| العملة                                                    | زلوتي بولندي                                                                       | وون كوري جنوبي                                                          |
| الناتج المحلي الإجمالي (بليون دولار)                      | 524.51 مليار                                                                       | 1.53 تريليون                                                            |
| الناتج المحلي الإجمالي (تعادل القوة الشرائية) بليون دولار | 1.02 تريليون                                                                       | 1.75 تريليون                                                            |
| الناتج المحلي الإجمالي الاسمي للفرد دولار أمريكي          | 12.55 ألف                                                                          | 27.22 ألف                                                               |
| الناتج المحلي الإجمالي للفرد دولار أمريكي                 | 26.14 ألف                                                                          |                                                                         |
| مؤشر التنمية البشرية                                      | 0.843                                                                              | 0.901                                                                   |
| رمز المكالمات الدولي                                      | +48                                                                                | +82                                                                     |
| رمز الإنترنت                                              | .pl                                                                                | .kr                                                                     |
| المنطقة الزمنية                                           | توقيت وسط أوروبا، ت ع م+01:00، ت ع م+02:00، أوروبا/وارسو ‏، توقيت وسط أوروبا الصيفي | توقيت كوريا الجنوبية، ت ع م+09:00، آسيا/سيول ‏، ت ع م+08:00، ت ع م+08:30 |

## مدن متوأمة
في ما يلي قائمة باتفاقيات التوأمة بين مدن بولندية وكورية جنوبية:
- ترتبط وارسو مع سول باتفاقية توأمة منذ 1989.

## منظمات دولية مشتركة
يشترك البلدان في عضوية مجموعة من المنظمات الدولية، منها:
| علم المنظمة | اسم المنظمة                        | تاريخ انضمام بولندا | تاريخ انضمام كوريا الجنوبية |
| ----------- | ---------------------------------- | ------------------- | --------------------------- |
|             | مؤسسة التمويل الدولية              | 29 ديسمبر 1987      | 16 مارس 1964                |
|             | مجموعة أستراليا                    | 1994                | 1996                        |
|             | يونسكو                             | 6 نوفمبر 1946       | 14 يونيو 1950               |
|             | مجموعة الموردين النوويين           | ?                   | ?                           |
|             | الوكالة الدولية للطاقة             | 25 سبتمبر 2008      | ?                           |
|             | مؤسسة التنمية الدولية              | 28 أكتوبر 1960      | 18 مايو 1961                |
|             | منظمة التعاون الاقتصادي والتنمية   | 22 نوفمبر 1996      | 12 ديسمبر 1996              |
|             | وكالة ضمان الاستثمار متعدد الأطراف | 29 يونيو 1990       | 12 أبريل 1988               |
|             | منظمة حظر الأسلحة الكيميائية       | ?                   | ?                           |
|             | الأمم المتحدة                      | 24 أكتوبر 1945      | 17 سبتمبر 1991              |
|             | منظمة الشرطة الجنائية الدولية      | ?                   | ?                           |
|             | البنك الدولي للإنشاء والتعمير      | 27 يونيو 1986       | 26 أغسطس 1955               |
|             | الفريق المعني برصد الأرض           | ?                   | ?                           |
|             | الاتحاد البريدي العالمي            | 1 مايو 1919         | ?                           |
|             | منظمة التجارة العالمية             | 1 يوليو 1995        | ?                           |
|             | المنظمة الهيدروغرافية الدولية      | ?                   | ?                           |
|             | نظام تحكم تكنولوجيا القذائف        | 1998                | 2001                        |

## وصلات خارجية
- موقع وزارة الخارجية البولندية
- موقع وزارة الخارجية الكورية الجنوبية